# Jaume Bartumeu
Jaume Bartumeu Cassany (kortform: Jaume Bartumeu), född 10 november 1954 i Andorra, är en andorransk jurist och politiker. 2009–11 var han Andorras premiärminister (Cap de Govern). Han deltog i grundandet av Andorras socialdemokratiska parti i juni 2000, där han var partiledare mellan 2000 och 2004. Han var oppositionsledare i Andorras parlament mellan 2005 och 2009. I maj 2008 utsågs han till statsministerkandidat till 2009 års val.
Vid parlamentsvalet som hölls den 26 april 2009 vann Bartumeus parti med 45,03% av rösterna med majoritet i fyra av landets sju församlingar. Detta gav partiet en relativ majoritet med 14 mandat av 28. Bartumeu var därför den ende kandidaten som kunde få tillräcklig majoritet att tillträda statsministerpositionen i det parlamentariska valet den 29 maj 2009.. Då ett parti valt att lägga ner sin röst fick han dock inte majoritet (han fick 14 röster och Joan Gabriel fick 11, 15 krävs för att bli vald), och ett nytt val hölls 3 juni 2009. Vid detta val fick han statsministerpositionen med en enkel majoritet bestående av 14 röster, och intog statsministerposten den 5 juni.
Vid 2011 års parlamentsval förlorade socialdemokratiska partiet regeringsmakten, och Bartumeu övergick till en roll som oppositionsledare.